# 틱타알릭
틱타알릭(Tiktaalik)은 데본기 후기에 멸종한 틱타일릭속 육기어류의 총칭이다. 네발동물의 특징과 매우 유사하다. 당시 산소가 부족한 얕은 수생 서식지에 적응하기 위해 발달한 고대 육기어 어류의 몇몇 계통 중의 한 예로, 네발동물의 진화로 이어졌다. 2004년
닐 슈빈 박사가 캐나다 누나부트 준주 엘즈미어섬에서 잘 보존된 화석을 발견하였다.

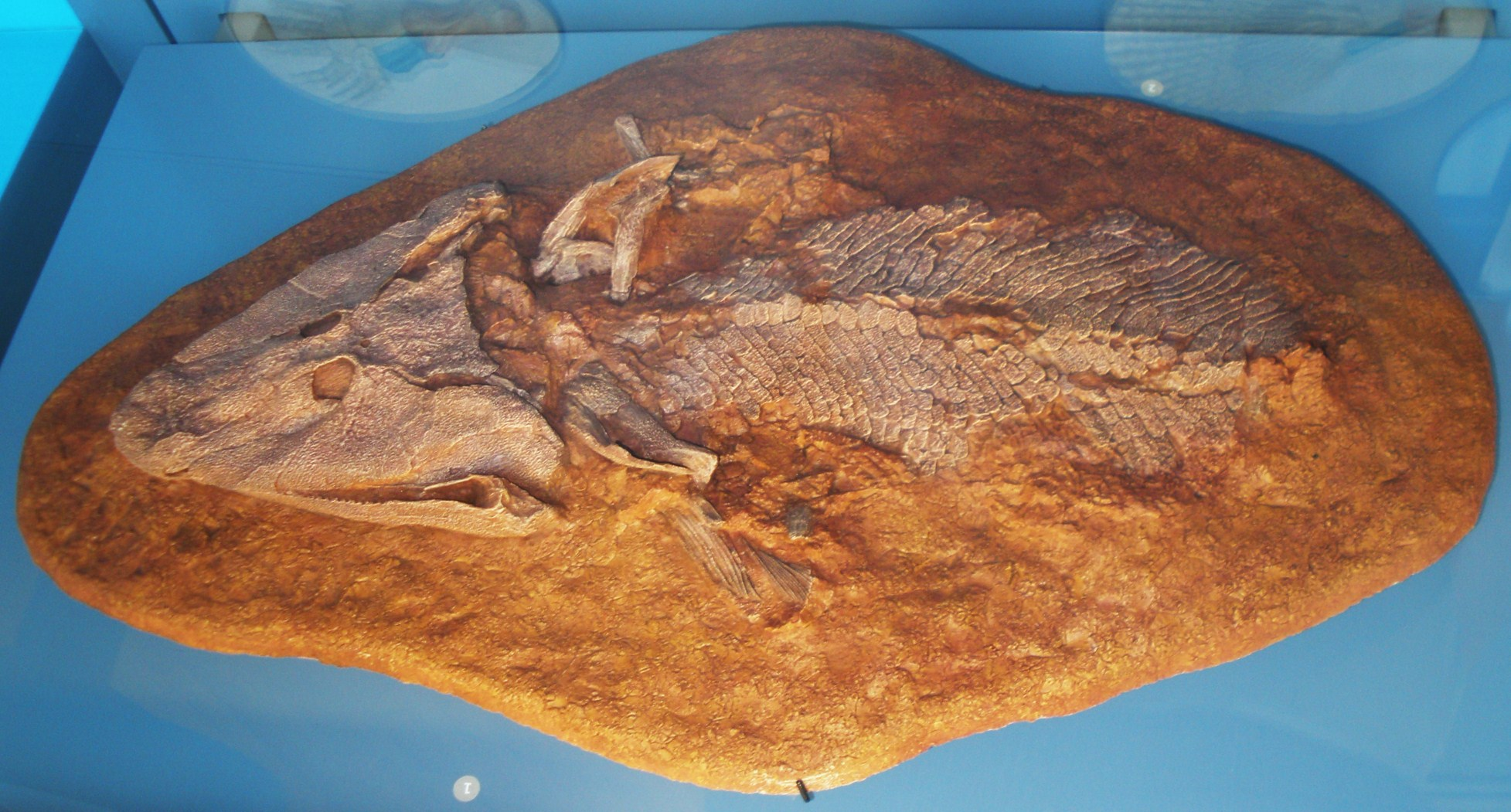
벨기에왕립자연사박물관에 있는 정기준(正基準) 표본의 복제본

틱타알릭은 약 3억 7500만 년 전에 살았다. 고생물학자들은 이 종을 약 3억 8000만 년 전 화석으로 알려진 판데리크티스(Panderichthys) 등의 네발동물이 아닌 척추동물("어류")과 약 3억 6500만 년 전 화석으로 알려진 아칸토스테가(Acanthostega)와 이크티오스테가(Ichthyostega) 등의 초기 네발동물 사이의 과도기 과정을 대표하는 종으로 보고 있다.

## 설명

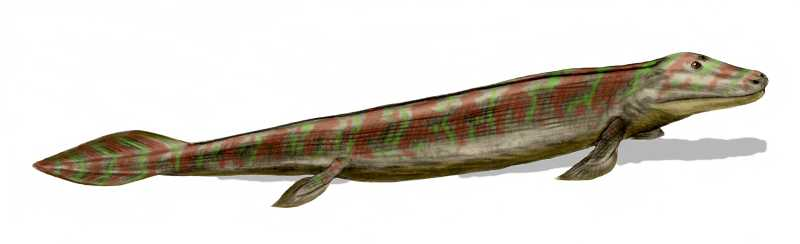
복원도

틱타알릭은 네발동물의 진화에서 멸종한 가장 가까운 근연종들의 특징을 알려준다. 이전에 알려졌던 물고기에 가까운 중간 화석들과 달리 틱타알릭의 "지느러미"에는 손목뼈와 손가락 비슷한 단순 지느러미 줄(fin rays)들이 있다. 끝 쪽에 있는 요소들(지느러미 줄과 손가락)이 상동 기관인지는 명확하지 않다. 이것이 손가락과 상동이라고 하는 연구자도 있다. 하지만 틱타알릭의 지느러미줄 여덟 개 중 세 개만이 팔의 축보다 뒤쪽에 있어서 손가락 전부가 팔의 축보다 뒤쪽에 있어야 하는 손가락 발생 모델과는 배치된다. 하지만 몸에 가까운 뼈들은 네발동물의 얼나리나 인터미디움과 상동인 것으로 보인다. 지느러미는 넓은 견갑골과 오훼골(coracoid)이 있으며 몸 표면의 갑옷과도 연결되어 있는 건장한 어깨에 잇닿아 있었고, 상완골의 위쪽 표면에 근육이 붙는 자국이 크게 나 있고 상당히 자유로이 움직일 수 있는 관절이 있었에 자기 몸무게를 지탱할 수 있었다. 앞쪽 지느러미의 뼈들에는 큰 근육이 붙었던 자국이 있어서 지느러미가 근육질이었던 동시에 손목처럼 유연하게 움직일 수 있었음을 알려 준다. 이런 특징은 빠른 물살 속에서 틱타알릭이 바닥에 몸을 고정하는 데 도움이 되었을 것이다.

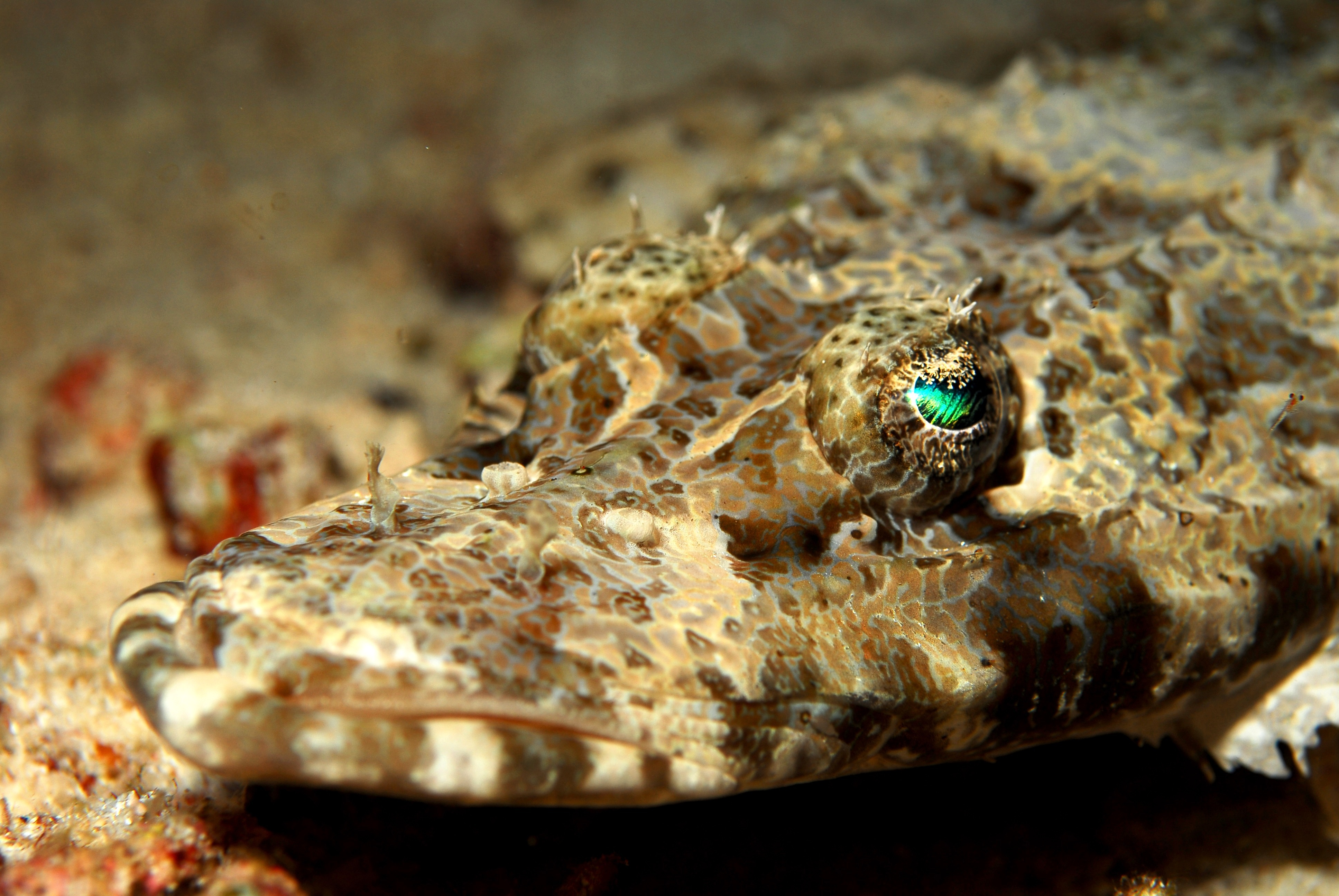
눈을 양태과 물고기 (flathead fish)처럼 머리 위쪽에 위치시킨 복원모형

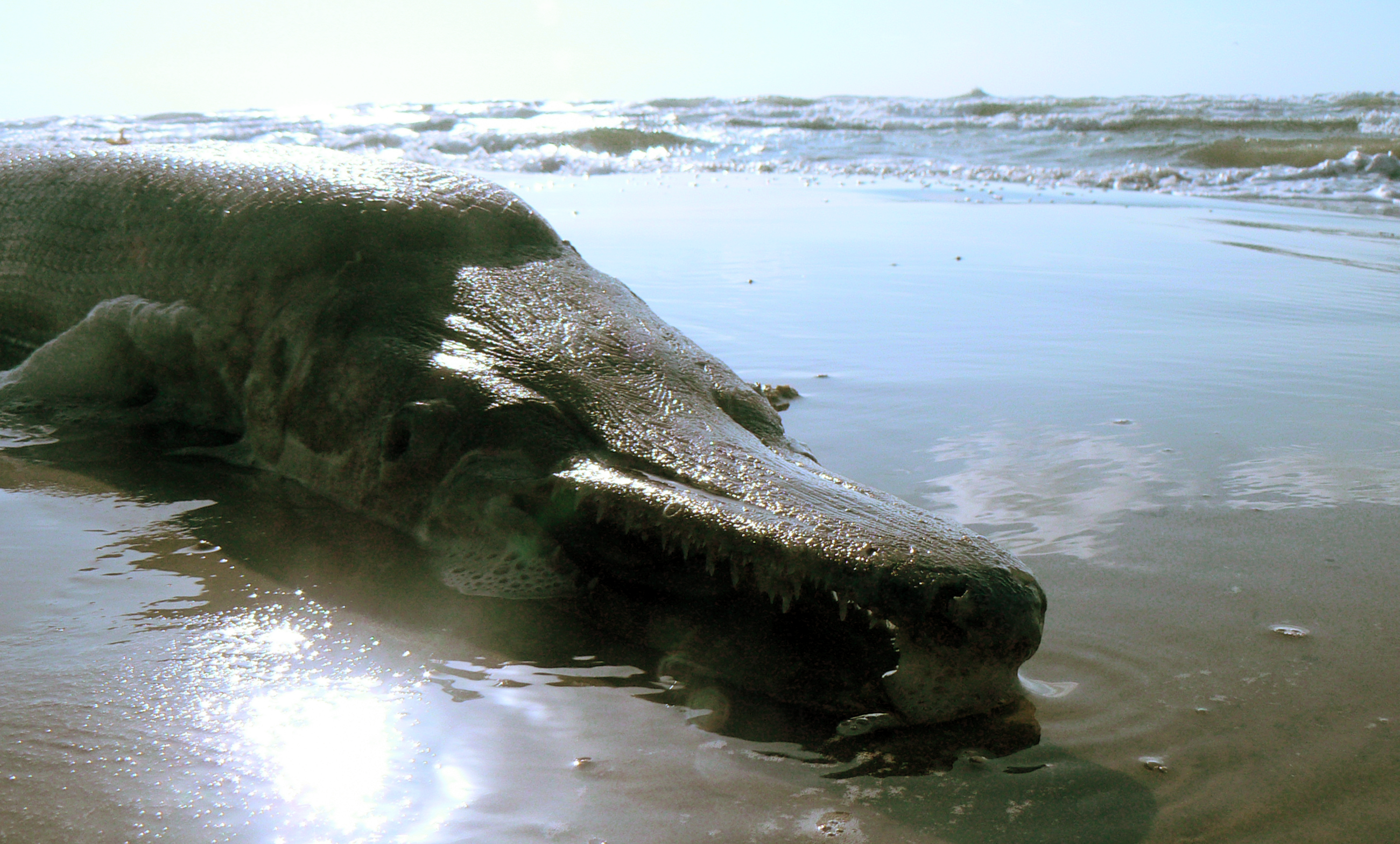
앨리게이터가아는 현생어류 중에 틱타알릭을 가장 많이 닮았다

스피라클이 머리 위쪽에 있는 것도 눈에 띄는 점으로, 아가미뿐 아니라 원시 허파도 달려 있었으리라고 추정할 수 있다. 수온이 높아지면 얕은 물은 산소 농도가 낮아지기 때문에 이는 유용한 특징이었을 것이다. 이러한 발달은 더 튼튼한 흉곽을 진화시켜 땅 위에 사는 동물의 주요 진화적 특징이 되었다. 틱타알릭의 튼튼한 흉곽은 이 동물이 물 밖으로 나갈 때면 몸을 지탱하는 데 항상 도움이 되었을 것이다. 틱타알릭은 물고기 대부분에 있는, 뼈로 된 아가미덮개가 없어서 머리를 좌우로 자유롭게 움직일 수 있었다. 이 특징 덕분에 틱타알릭에는 두개골과 분리된 팔이음뼈가 있어 최초로 목이 있었던 물고기로 알려졌다. 땅 위에서나 얕은 물에서 먹이를 잡을 때 움직임이 더 자유로왔을 것이다.
틱타알릭은 때로 레피소스테우스과의 가아들 (특히 Atractosteus spatula, 즉 앨리게이터가아)과 비교되곤 한다. 이들이 공유하는 특징은 다음과 같다.
- 육기어류에 공통되는 다이아몬드 형태의 비늘 패턴 (두 종 모두 능형 비늘이 겹쳐 있는 형태이다)
- 두 줄의 이빨 구조
- 내부 밑 외부 콧구멍
- 튜브 형태의 유선형 몸
- 몸 앞쪽에 등지느러미가 없음
- 넓고 위아래로 납작한 두개골
- 등 쪽에 위치한 눈
- 쌍을 이루는 이마뼈
- 끝 쪽에 위치한 콧구멍
- 아래쪽에 위치한 입
- 허파 비슷한 기관

## 고생물학

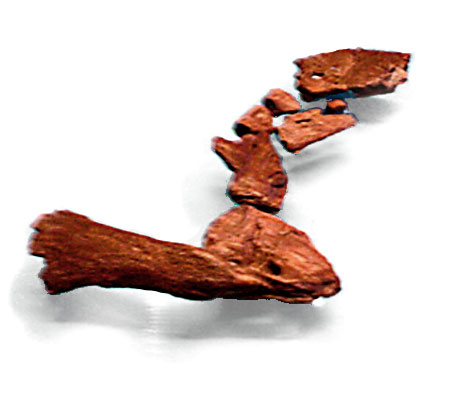
어깨에서 지느러미까지

틱타알릭은 전반적으로 육기어류의 특성들을 갖추고 있으나 앞지느러미가 악어와 유사하게 어깨, 팔꿈치, 그리고 손목을 포함하여 팔처럼 생긴 구조를 가지고 있다. 2004년에 발견된 화석에 뒤쪽 지느러미와 꼬리는 포함되어 있지 않다. 포식자의 것으로 보이는 여러 줄의 날카로운 이빨을 가지고 있고, 목은 다른 물고기들(타라시우스, 만다게리아, 판피어류, 나 현생 해마 등은 예외다. 레피도갈락시아스와 장어메기 도 참고할 것)과는 달리 몸과 독립적으로 움직일 수 있었다. 틱타알릭은 악어와 비슷한 형태의 두개골을 가지고 있었다. 눈이 머리의 위쪽에 있는 것으로 보아 주로 위를 바라보며 시간을 보냈을 것이다. 목과 갈비뼈는 네발동물의 것과 비슷하여 갈비뼈로 몸을 지탱하고 허파로 호흡하는 것이 가능했다. 잘 발달된 턱은 먹이를 잡는 데 적합했다. 작은 아가미구멍인 스피라클은 후대의 동물들에서는 귀가 되었다.

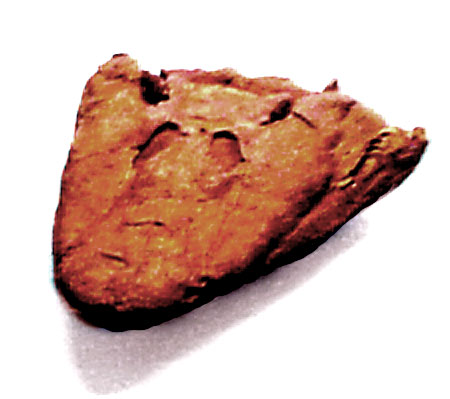
눈 위쪽에 위치한 스피라클 구멍을 보여주는 두개골

화석은 데본기에 적도 가까이에 있었던 사행천에서 퇴적된 "프람층"에서 발견되었고, 이것으로 틱타알릭이 얕은 물의 바닥에서 살며 짧은 시간 동안은 물 밖으로 나올 수도 있었을 거라는 추측이 가능하다. 골격을 보면 아주 얕은 물이나 땅 위에서 중력을 견뎌내고 몸을 지탱할 수 있었을 것이다. 이 시기에 처음으로 낙엽성 식물이 번성하기 시작했고 매년 낙엽을 물로 떨어뜨려 따뜻하고 산소가 적으며 큰 물고기가 헤엄치기 힘든 얕은 물로 먹잇감을 끌어들였을 것이다. 틱타알릭을 발견한 연구자들은 모든 가능성을 고려할 때 틱타알릭이 원시적인 다리를 강물 바닥에 대고 잠깐씩 물가로 몸을 끌고 나갔을 수 있었을 것이라고 생각한다. 연구팀을 이끌었던 닐 슈빈과 테드 대슐러는 2000년부터 엘즈미어섬에서 화석을 찾기위해 노력해왔다.

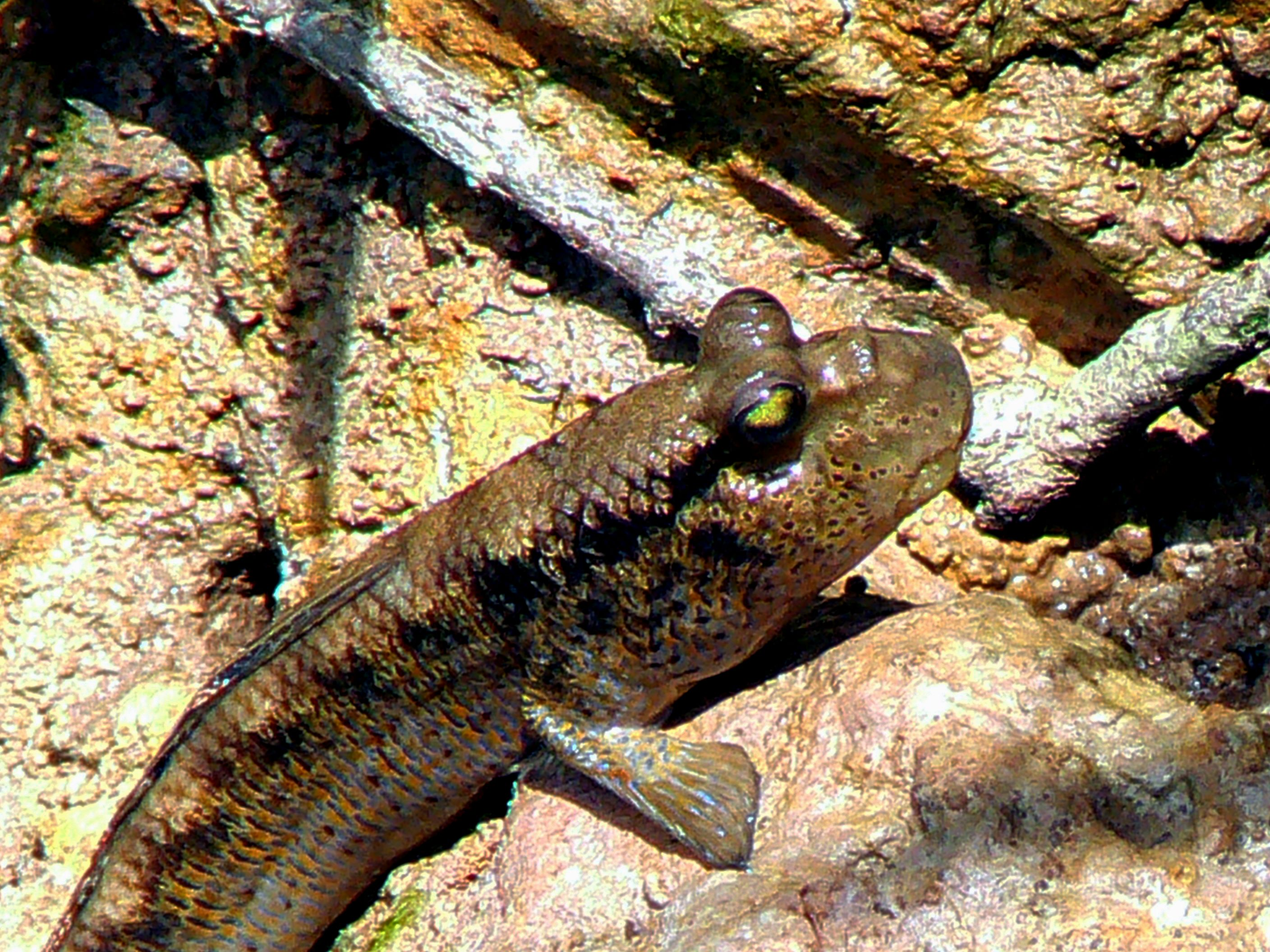
틱타알릭을 발견한 사람들은 이 동물이 오늘날의 망둑어처럼 지느러미로 몸을 끌어 땅 위를 이동했을 것이라고 생각한다

| “ | 이 동물이 얕은 강물이나 늪지, 혹은 연못 같은 서식지에서 살기에 특화되었을 것이라는 가설을 세웠습니다. 어쩌면 가끔은 그 특화된 지느러미를 이용해 땅 위를 이동했을지도 모릅니다. 그게 바로 중요한 점입니다. 이 동물은 후에 동물들이 땅을 정복할 수 있게 해 준 특징을 발전시켰습니다. | ” |

## 분류와 진화
- 판데리크티스, 얕은 진흙탕에 적응;
- 틱타알릭 땅 위에서 움직일 수 있는 다리처럼 생긴 지느러미;
- 잡초가 많은 늪지에 살던 초기 네발동물:{{unordered list

후기 데본기 척추동물의 종분화. 수중생활을 하는 육기어류의 후손은 - 유스테놉테론 같은 - 는 다음과 같은 일련의 적응을 보여주었다. 육기어류의 후손에는 실러캔스와 같이 바다에 사는 육기어류도 포함된다.
2000년에 P. 알베르크 등은 어류네서 네발동물로 가는 중간 형태인 리보니아나를 보고하였다. 3억 7400만 년 전에서 3억 9100만 년 전 사이에 살았던 동물로 그 후손은 판데리크티스이다.

틱타알릭 로제아이(Tiktaalik roseae)가 틱타알릭 속의 유일한 종이다. 틱타알릭은 약 3억 7500만 년 전에 살았다. 고생물학자들은 틱타알릭이 3억 8000만 년 된 화석인 판데리크티스와 같이 네발동물이 아닌 척추동물(어류)에서부터 3억 6500만 년 전의 화석인 아칸토스테가와 이크티오스테가와 같은 초기 네발동물 로 전이되는 중간형태를 대표한다고 보고 있다. 원시적인 물고기의 특성과 진화된 네발동물의 특성을 같이 가지고 있어서 발견자 중 한 명인 닐 슈빈은 틱타알릭을 "사지형어류"라고 지칭한다.
아우로르니스가 새, 트루오돈티드과, 그리고 드로마에오사우리드과의 중간형태이듯이 틱타알릭은 어류와 네발동물 간의 중간화석이다. 이 중 어느 것도 현재 살아 있는 동물의 직접 조상은 아니겠지만 매우 다른 형태의 척추동물들 사이에 중간형태를 지닌 생물이 예전에 살았다는 증거가 되고 있다. 틱타알릭이 가지고 있는 어류와 네발동물의 특징들은 다음과 같다.
- 어류
  - 어류의 아가미
  - 어류의 비늘
  - 어류의 지느러미
- "사지형어류"
  - 반은 어류, 반은 네발동물인 다리뼈와 관절, 즉 손목관절을 가지고 있으면서도 손가락 대신 지느러미줄을 가지고 있는 점
  - 반은 어류, 반은 네발동물인 귀 부분
- 네발동물
  - 네발동물의 갈비뼈
  - 분리된 팔이음뼈와 네발동물처럼 움직일 수 있는 목
  - 네발동물의 허파

2010년에 폴란드에서 네발동물의 것으로 생각되는 발자국이 네이쳐에 보고되었는데 가장 오래된 엘피스토스테갈리아보다 1000만 년 더 오래된 것으로 확인되었다. 만일 이것이 정말 네발동물의 발자국이라면 틱타알릭은 최초의 전이형태가 아니라 예전의 형태를 간직하고 살아남은 동물이 될 것이다. 폴란드의 발자국 화석에 대한 다른 해석에 의하면 여기에는 발가락 자국이 남아 있지 않기 때문에 걸을 수 있는 어류에 의해 만들어진 것일 수도 있다.

## 발견

틱타알릭화석을 발견한 장소

2004년에 세 개의 화석화된 틱타알릭 골격이 캐나다 북부 누나부트 준주 엘즈미어섬의 후기 데본기 하성퇴적물에서 발견되었다. 틱타알릭이 살았던 당시에 엘즈미어섬은 로렌시아 대륙 (오늘날의 북아메리카 동부와 그린랜드)의 일부였고, 적도 부근에 위치하고 있어 따뜻한 기후였다. 발견되었을 때 두개골 중 하나가 절벽에서 바깥으로 튀어나와 있었다. 자세히 살펴보자 이 화석은 3억 8300만 년의 나이 치고는 매우 잘 보존된 상태였다.
이 발견은 자연과학원의 테드 대슐러와 시카고 대학의 닐 슈빈, 그리고 하버드 대학 교수 파리쉬 젠킨스에 의해 2006년 네이쳐 지에 출판되었고, 곧 중간화석으로 인정받았다. 네발동물 진화의 전문가인 캠브리지 대학의 제니퍼 클랙은 틱타알릭이 "손가락으로 가리키면서 '이런 게 있을 거야'라고 말하고는 실제로 발견된 그런 종류의 화석입니다."라고 말했다.
| “ | 누나바트의 북쪽 끝인 엘즈미어섬에서 5년 동안 땅을 판 끝에 그만한 값어치가 있는 발견을 했죠. 두개골이 손상되지 않고 그대로 있을 정도로 아름답게 보존된 어류화석 몇 개를 찾아낸 겁니다. 슈빈의 팀이 이 종을 연구하면서 아주 놀랍게도 이게 바로 그들이 찾던 중간형태라는 걸 알게 되었습니다. 대슐러가 하는 말이 '정말 딱 중간 지점을 가르는 바로 그걸 찾아냈어요.' | ” |
|   | — 20px |   |

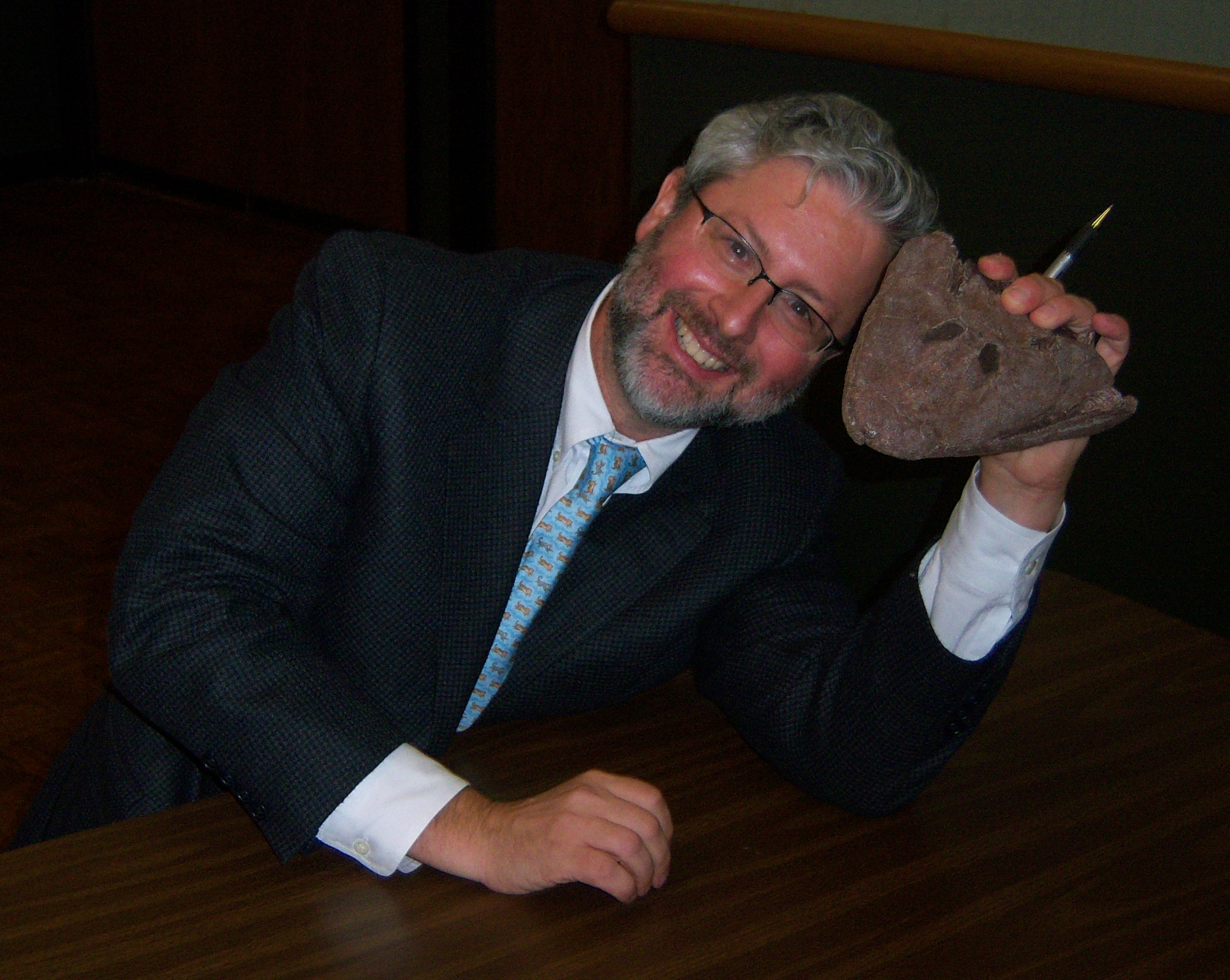
틱타알릭을 발견한 고생물학자들 중 한 명인 닐 슈빈이 두개골의 캐스트를 들고 있다.

틱타알릭이라는 이름은 이누크티투트어로 대구와 근연종인 "부르봇"이라는 민물고기를 의미한다. "사지형어류"인 속의 이름이 이걸로 정해진 것은 화석이 발견된 캐나다 누나부트 준주의 이누이트 장로들의 제안을 따른 것이다. 종명인 로제아이는 무명의 기증자를 기리기 위한 것이다. 2008년 10월 16일에 네이쳐에 출판된 연구에서는 틱타알릭 로제아이 두개골의 내부를 자세히 살펴본 연구자들이 틱타알릭이 어떻게 우리의 머나먼 선조들이 땅 위로 생활터전을 옮기면서 생긴 중요한 두개골 형태의 변화와 더불어 단단한 땅에서 자신을 지탱하고 공기를 호흡할 수 있는 구조를 가지게 되었는지를 보여주었다.

## 같이 보기
- 앨리게이터가아
- 실러캔스